# 狄道县
狄道县，中国旧县名。古狄道长期为陇西郡治所。
秦穆公用由余之计，向西开拓，西戎八国臣服于秦，陇坻以西緜诸、绲戎、翟豲之戎，相继为秦所征服，并在当地设“县”、“道”管理。狄道就是狄人居住的地方。秦伐西戎后设置了邽县（今天水一带）、冀县（今甘谷县）、豲道（今武山县）、緜诸道（今天水）、狄道等。汉代设狄道县，故城在今甘肃省临洮县西南。《汉书·百官公卿表》说“县有蛮夷曰道”。南北朝及隋唐时，与成纪县同为陇西李氏祖籍而知名。
元朝时，属臨洮府。明朝，仍属臨洮府，为其治所。清朝乾隆三年（1738年），升狄道县为狄道州，属兰州府。民国初年，狄道州于1913年废为狄道县。狄道之名一直沿用至1929年1月，才改为临洮县。